# Sahakdukht

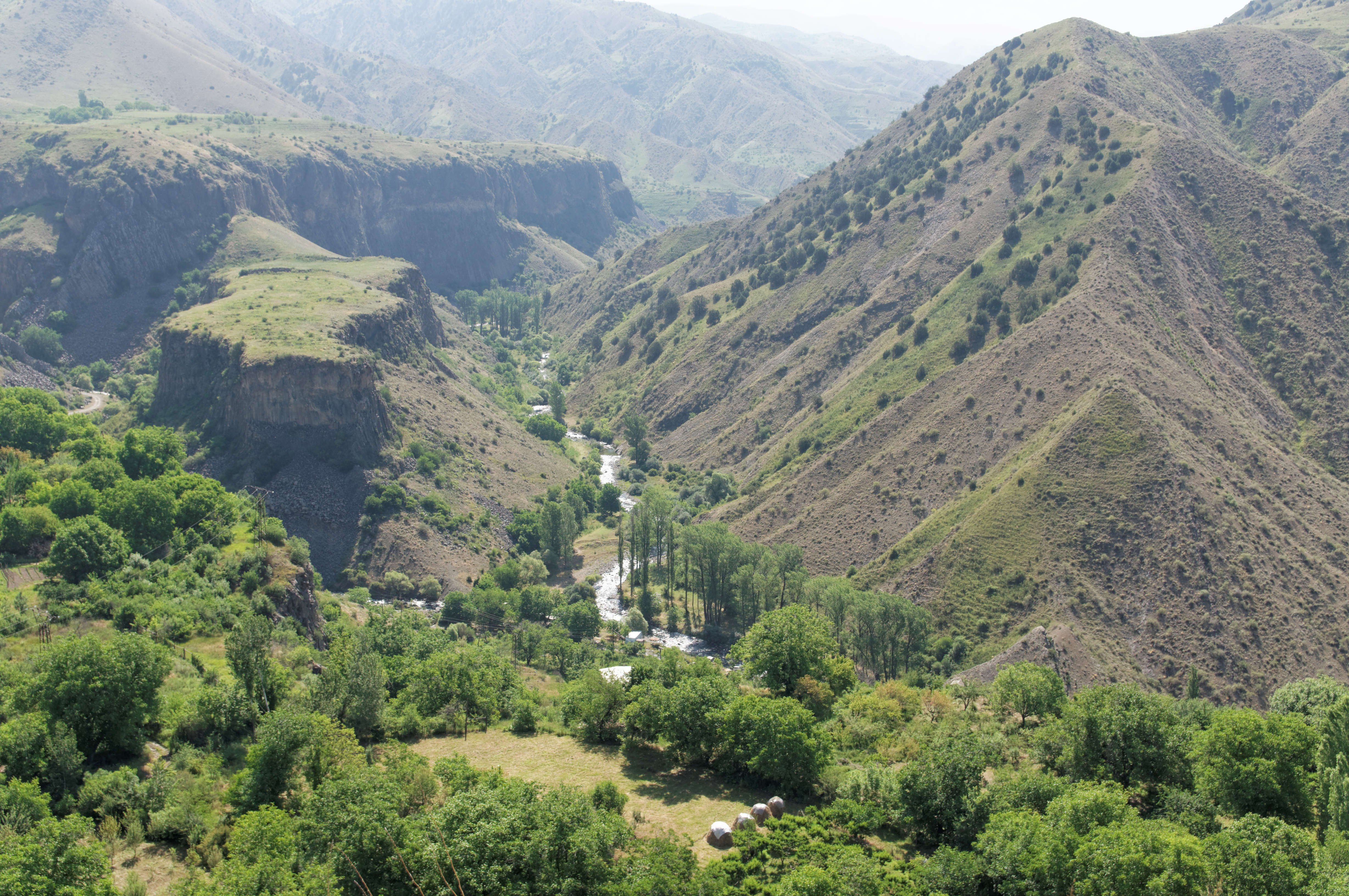
Thung lũng Garni, nơi Sahakdukht dành phần lớn cuộc đời của bà như một người khổ hạnh sống trong một hang động.

Sahakdukht (Tiếng tiếng Armenia: Սահակադուխտ ,n.đ. 'con gái của Sahak') là một người viết thánh ca, nhà thơ và là nhà sư phạm người Armenia sống vào khoảng đầu thế kỷ 8. Bà là người phụ nữ đầu tiên được biết đến trong văn học và âm nhạc của Armenia. Cùng với Khosrovidukht hoạt động đương thời nhưng muộn hơn, bà là một trong những nhà soạn nhạc nữ sớm nhất trong lịch sử.
Sahakdukht và anh trai Stepanos Siunetsi, một nhà soạn nhạc và lý luận âm nhạc nổi tiếng đều được học ở Dvin. Sau đó, bà dành cả phần đời còn của mình để sống như một người khổ hạnh và cư trú trong một hang động của thung lũng Garni, nơi bà soạn nhạc và giảng dạy. Mặc dù được cho là đã sáng tác nhiều nhạc Thiên chúa giáo, đặc biệt là cho Đức mẹ đồng trinh, nhưng chỉ có một šarakan duy nhất do bà viết còn tồn tại, đó là bản thể thơ chữ đầu có tên "Srbuhi Mariam" ("Thánh Mary"). Tác phẩm cho thấy những liên kết phong cách nghệ thuật rất giống với các theotokion và kanon đương thời của Đế quốc Đông La Mã.
Mặc dù tác phẩm của bà không tham gia vào nghi lễ šarakan nói chung, nhưng nhìn chung các tác phẩm của Sahakdukht được cho là có ảnh hưởng đáng kể đến các šarakan sau đó. Họ đã đưa một số cụm từ nhất định vào sử dụng phổ biến và theo nhà âm nhạc dân tộc học Şahan Arzruni, chúng "đã giúp định hình sự phát triển của thể loại này trong những thế kỷ tiếp theo".

## Cuộc đời
Có rất ít thông tin về cuộc đời của Sahakdukht, tên bà còn được đánh vần là 'Sahakdoukht'. Thông tin có thể khai thác được về bà chủ yếu là từ lời kể của nhà sử học thế kỷ 13 Stephen Orbelian. Hoạt động tích cực vào đầu thế kỷ 8, anh trai bà là nhà soạn nhạc kiêm nhà lý luận âm nhạc Stepanos Siunetsi, được biết đến với những bản šarakan (thánh ca kinh điển). Cả Sahakdukht và anh trai bà đều được học tại một trường thánh đường ở thành phố Dvin.  Suốt phần đời về sau, bà sống như một người khổ hạnh trong một hang động của thung lũng Garni gần Yerevan ngày nay. Đây là nơi mà bà đã sáng tác các bài thơ truyền giáo cũng như các bài thánh ca phụng vụ. Có thể Sahakdukht đã dạy nhạc cho trẻ em và người lớn nghiệp dư từ Garni. Do tục lệ của thời đại mà mình sống, Sahakdukht phải giảng dạy khi ngồi sau một bức màn. Năm 1909, nhà thơ và nhà văn người Armenia Sibil đã tận dụng vai trò là một giáo viên của Sahakdukht để thúc đẩy các hoạt động giáo dục cho phụ nữ, bà nói trong một bài phát biểu rằng:
"1200 năm trước, người Armenia đã rất quan tâm đến giáo dục phụ nữ. Có thể sẽ ngạc nhiên khi tôi nói rằng người em gái của Stephan Siunetsi là Sahakdukht đã thành lập một trường âm nhạc ở Armenia thế kỷ thứ 8. Ngày nay, những trường học như vậy, vốn là dấu ấn của một quốc gia văn minh, hầu như không tồn tại."— Sibil, 1909

## Tác phẩm
Sahakdukht được công nhận là nhà soạn nhạc và nhà thơ phụ nữ đầu tiên được biết đến của Armenia, sau đó là Khosrovidukht, người trẻ hơn bà nhưng cũng sống đương thời. Bà được cho là đã sáng tác nhiều tác phẩm về Cơ đốc giáo, nhưng hiện đã bị thất truyền, bao gồm những ktsurd (antiphon và hoan ca), šarakan và các giai điệu khác. Thơ cho các thể loại này bao gồm cả thơ có vần và thơ có hệ thống. Các nguồn tin nói rằng những tác phẩm như vậy thường được viết cho Đức Trinh Nữ Maria, khiến những tác phẩm gần như tương đương với các theotokion cùng thời theo truyền thống Đông La Mã.
Sáng tác duy nhất của Sahakdukht còn được lưu giữ lại là bản šarakan mang tên "Srbuhi Mariam" ("Thánh Mary"), đây là tác phẩm thể hiện sự tôn kính đối với đức trinh nữ Mary. Tác phẩm này bao gồm một câu thơ gồm chín khổ, trong đó chữ cái đầu tiên của mỗi khổ (gồm 4 câu) ghép lại thành chữ 'Sahakdukht'. Tác phẩm này được căn chỉnh theo phong cách với šarakans thuộc loại 'Metzatsustse' (Magnificat). Ngoài ra, "Srbuhi Mariam" và phần lớn tác phẩm đã thất truyền của Sahakdukht có lẽ được mô phỏng theo kiểu thánh ca kanon của người Đông La Mã, giống như các tác phẩm của anh trai bà. Điều này có thể được giải thích bởi thực tế là Stepanos đã sống ở Constantinoplis trong nhiều năm, nơi Germanus I, một người đề xuất quan trọng về kanon ban đầu, đang hoạt động. Tài liệu Hovanessian & Margossian (1978, tr. 45–47)  cho bản dịch tiếng Anh của "Srbuhi Mariam". Một số học giả, bao gồm Ghevont Alishan, Malachia Ormanian và Grigor Hakobian đã cho rằng bản šarakan mang tên "Zarmanali e Ints" của Khosrovidukht là của chính Sahakdukht.
Giống như tác phẩm duy nhất còn sót lại của Khosrovidukht, bản šarakan của Sahakdukht đã không chiếm được vị trí trong bộ sưu tập chính thức šarakan. Tác phẩm cũng không được tìm thấy trong số các šarakans không rõ nguồn gốc. Tuy nhiên, các bản šarakan của Sahakdukht được cho là có ảnh hưởng đáng kể đến các thế hệ tiếp theo. Nhà âm nhạc dân tộc học Şahan Arzruni nhận xét rằng chúng "đã giúp định hình sự phát triển của thể loại này trong những thế kỷ tiếp theo". Ngoài ra, theo sử gia Agop Jack Hacikyan, các cụm từ xuất hiện trong "Srbuhi Mariam" như "đền thờ không thể hủy diệt", "tia sáng thần thánh" và "cây sự sống" từ đó đã trở thành tiêu chuẩn và phổ biến trong thơ ca tôn giáo và âm nhạc của Armenia.